# Province de Choapa
La province de Choapa fait partie de la région de Coquimbo au Chili. Elle a une superficie de 10 079,8 km² pour une population de 81 681 habitants. La capitale provinciale est la ville de Illapel. L'actuel gouverneur est Gisella Mateluna Gambo.

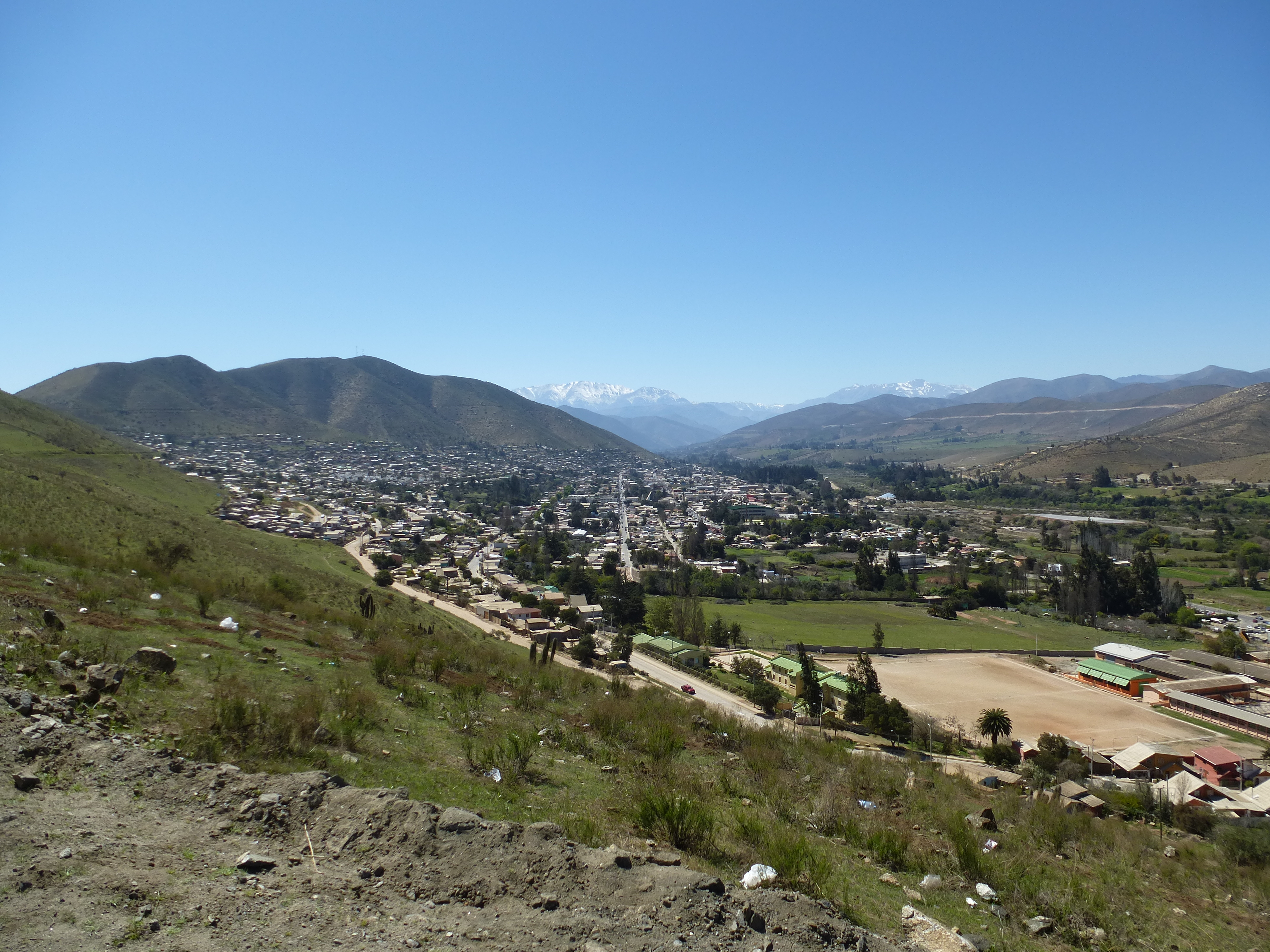
Panorámica de Illapel

## Communes
La Province de Choapa se divise en quatre communes :
- Illapel
- Salamanca
- Los Vilos
- Canela